# Tera Patrick
Linda Ann Hopkins Shapiro, connue sous le pseudonyme Tera Patrick, est une actrice et productrice américaine de films pornographiques, née le 25 juillet 1976 à Great Falls (Montana).

## Biographie

### Enfance
Tera Patrick est née aux États-Unis d'une mère thaïlandaise et d'un père britannique. Ses parents se séparent alors qu'elle est encore jeune : sa mère retourne vivre en Thaïlande et son père déménage à San Francisco où Tera grandit. Sa plastique la fait remarquer dès l'âge de treize ans par l'agence de mannequins Ford qui l'embauche. Elle déménage à New York et parcourt le monde pendant cinq ans avant d'arrêter cette activité pour se consacrer à des études. À l'âge de 18 ans, elle s'inscrit à l'Université d'État de Boise où elle obtient successivement un diplôme de microbiologie puis d'infirmière.

### Carrière
Ses anciennes activités de mannequinat lui manquant, elle retourne poser nue devant les caméras : « I had always wanted to be in an adult movie. It turned me on to think I would be having sex and a lot of men would be watching me. »
Tera se tourne vers le porno « soft » en 1999. Elle interprète son premier film, Aroused, sous la direction de Andrew Blake et adopte, à ses débuts, le pseudonyme Brooke Thomas, surtout dans des productions où le bondage et le fétichisme sont de mise.
Elle accède rapidement à la notoriété et tourne sa première scène hétérosexuelle avec Fire and Ice. En 1999, elle anime sa propre émission sur Internet, le « Tera Patrick Show », dans laquelle elle reçoit les personnalités du « hard ». Elle pense arrêter sa carrière en 2000 mais se ravise et décide de tourner dans moins de films mais de meilleure qualité. Reconnue par le milieu du X, elle obtient de multiples récompenses et pose pour nombre de revues de charme dont Playboy et Penthouse dont elle est élue Pet (animal de compagnie) du mois de février 2000 et sélectionnée pour devenir Pet de l'année. En 2003, elle devient l'éditrice principale de la revue pornographique Genesis (en).
Deux mois après son mariage, lors d'un entretien journalistique accordé à Adult Film Database, Tera annonce qu'elle arrête sa carrière dans les deux ans à venir. Mais après une pause d'un an, elle signe un contrat qui la lie aux studios Vivid, en décembre 2003, pour les dix années suivantes. Elle réalise ses scènes de sexe exclusivement avec son mari et des partenaires féminines. Le DVD intitulé IntTERActive, mis sur le marché en mars 2007, bat le record des ventes de toutes les productions Hustler réunies.
En 2005, Tera et Evan lancent une agence pour représenter des mannequins, acteurs et actrices. Selon une citation publiée sur son site web, le but de Tera « est d'aider les filles (et les mecs) dans l'industrie [de la pornographie] pour qu'elles soient traitées avec respect et qu'elles montrent leur vrai potentiel...  ».
Elle possède sa propre société de production vidéo, « Teravision », qui travaille avec Vivid. Le premier film produit par Teravision est Desperate dans lequel paraissent Tera et Evan.
En novembre 2006, avec la sortie de Fashion Underground aux États-Unis, Tera met fin à trois années de scènes de sexe effectuées exclusivement avec son mari ou avec des femmes. On peut l'y voir pratiquer avec Tommy Gunn et Jean Val Jean tandis que son mari est le partenaire de Lanny Barbie sous le pseudonyme « Spyder Jonez ». Tera proclame qu'elle ne voit pas d'objection à ce que son mari interprète des scènes de sexe avec d'autres filles: « When he does scenes with other girls I get to go shopping. He comes home all cute and romantic after.,  ». Tera et Evan ont interprété cinq films pour Vivid et dix pour Teravision.
En 2008, Tera Patrick présente le programme érotique School of Sex, diffusé par la chaîne à péage Playboy TV.

#### Mémoires

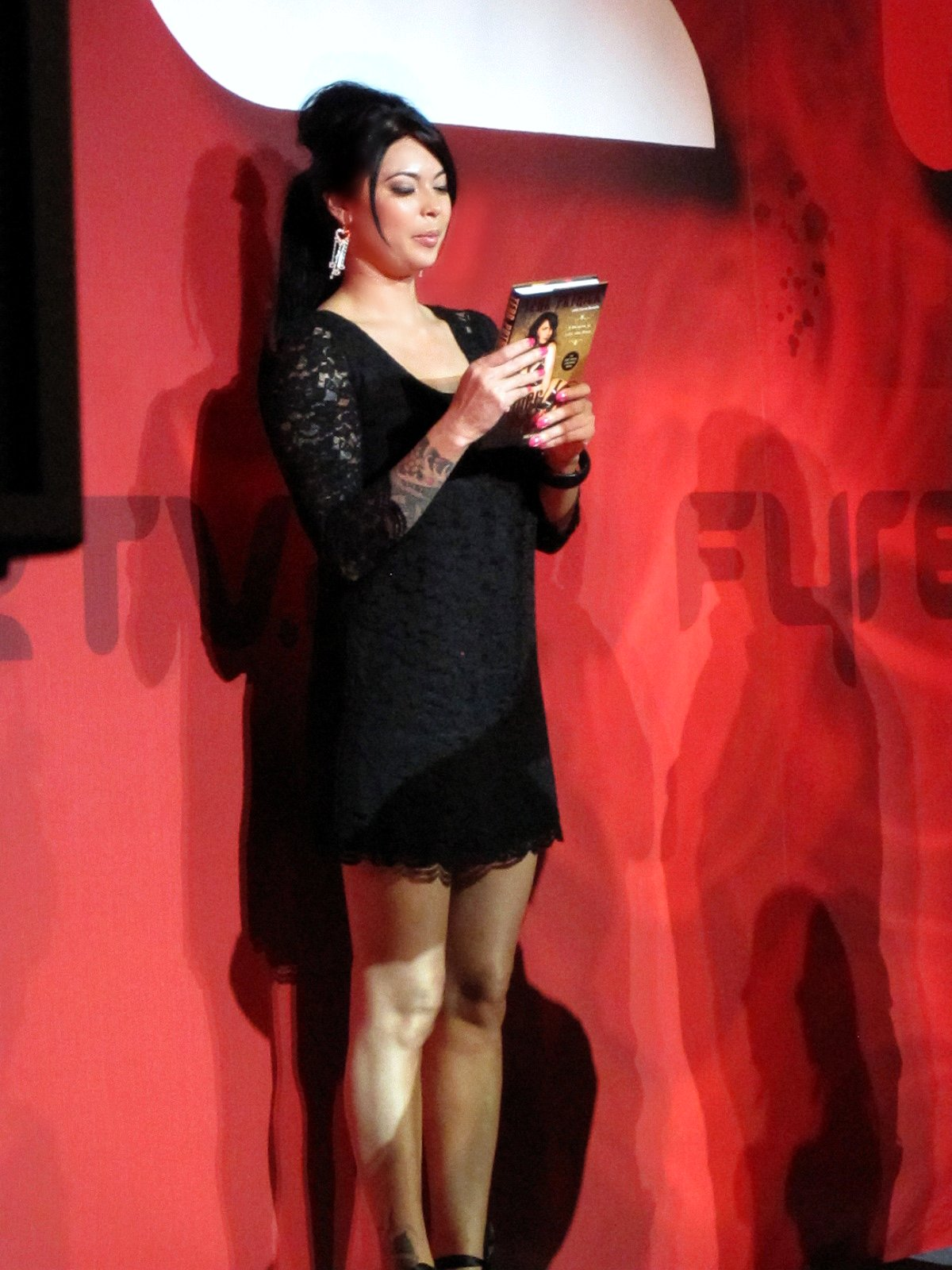
Tera Patrick tenant le livre de ses mémoires lors de l'AVN Adult Entertainment Expo de 2010

Les mémoires de Tera Patrick ont été publiés par Penguin le 5 janvier 2010 sous le titre Sinner Takes All (Une pêcheresse prend tout). Son récit a été recueilli et transcrit par le journaliste et auteur Carrie Borzillo. Il décrit le cheminement de Tera pour devenir une vedette du film pornographique ainsi que la solitude qu'elle a éprouvée, les amours et la luxure dont elle a fait l'expérience. À travers ce livre qu'elle considère comme une « introspection » et un « exutoire » Tera affronte plusieurs problèmes de sa vie personnelle. Elle reprend les relations qu'elle a précédemment rompues avec sa mère et réalise qu'elle a également eu des problèmes relationnels avec son ex-mari Evan Seinfeld. Lors d'un entretien journalistique accordé peu avant la parution du livre, elle dit : « I wanted the book to end happily. I knew there were problems with our marriage obviously, and the decision to leave him came about quite suddenly., . »

#### Procès
En avril 2007, Tera Patrick et sa firme Teravision poursuivent en justice Jenna Jameson et Playboy Enterprises (nouveaux propriétaires de Club Jenna) pour défaut de paiement des redevances sur de l'argent gagné grâce au site de Clubtera.com appartenant à Tera.

### Autres médias
- Tera Patrick est fréquemment l'invitée d'Howard Stern à l'occasion de ses programmes radiodiffusés et de ses émissions télévisées ou encore lors de l'émission Adam Carolla sur les ondes radiophoniques. On la retrouve dans les pages de l'édition américaine de FHM dans lequel elle livre des détails candides. Le journal, dont elle est la première actrice du X à paraître en couverture, la sacre une des 100 plus belles femmes dans le monde[16].
- Tera Patrick a prêté sa voix dans l'épisode 63 de la série animée Aqua Teen Hunger Force où elle fait une discrète apparition. Cette série a été diffusée pour la première fois le 19 novembre 2006[17].
- Tera Patrick est adaptée à un personnage du jeu vidéo Backyard Wrestling 2[18].
- Tera Patrick figure dans un clip vidéo du morceau I Can't Move du chanteur Everlast[19].
- Tera Patrick est impliquée dans la promotion du jeu vidéo Saints Row 2 paru en 2008 et auquel elle prête sa voix pour le premier épisode Ultor exposed[20],[21].
- Tera Parick apparaît dans l'album photos de l'artiste Kip Fulbeck paru en 2008 et intitulé Permanence: Tattoo Portraits[22].

### Vie privée
En décembre 2002, elle rencontre Evan Seinfeld, leader du groupe de hardcore Biohazard et acteur dans la série télévisée Oz, qu'elle épouse dans l'intimité après trois ans de vie commune, le 9 janvier 2004 à Las Vegas, où ils assistent à la cérémonie des AVN Awards. Ils divorcent le 1er septembre 2009. Le 30 septembre, le couple annonce que bien qu'étant séparés, ils continueront à être partenaires dans le travail.
Tera a longtemps affirmé qu'elle ne ferait jamais de chirurgie esthétique sur sa poitrine: « I don’t advocate piercing, tattoos, plastic surgery or anything that alters who you are. » Cependant, au décours d'un régime alimentaire elle constate qu'elle a perdu de la poitrine en même temps que du poids et décide de se faire poser des implants mammaires pour atteindre un bonnet E: « I lost like ten pounds and my boobs just went away. I like being thinner and in shape but I had no boobs anymore. So I decided I wanted my big boobs back, so I am a DD now »,.
Tera aime lire et faire des randonnées en montagne. Elle possède des tatouages sur la partie externe de la cheville droite et le long de la face dorsale de l'avant-bras droit.

## Filmographie sélective
Films érotiques
- 1995 : Talking Blue

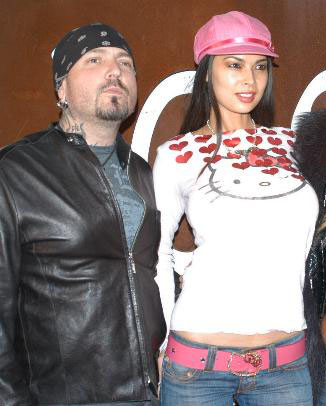
Tera Patrick et son ex-mari Evan Seinfeld

- 1999 : Sex Court (série télévisée) : Sandy Craycroft
- 1999 : Of Time and Passion : Stella Diamond
- 1999 : Gallery of Sin : Melody
- 1999 : Farmer's Daughters Do Beverly Hills : Anna Mae
- 1999 : Blind Date : Laura
- 2000 : The Seduction of Maxine : Naomi
- 2000 : Island Fever : Tera
- 2001 : Forbidden Tales : la narratrice / Queen Lira / Jezebel / ...
- 2001 : Personals: College Girl Seeking... (téléfilm) : Sara
- 2001 : Sexy Urban Legends (série télévisée) : Michelle
- 2003 : Island Fever 2 : Tera
- 2004 : Island Fever 3 : Tera

Films pornographiques
- Open Wide And Say Ahh! 6, (2000)
- Total Tera Patrick (Devil's Films, 2002)
- Alex, my ass is not enough for your big dick (Digital Playground, 2004)
- Tera Tera Tera (Vivid, 2004)
- Collision Course (Vivid, 2004)
- Reign of Tera (Vivid, 2005)
- Fashion Underground (Teravision, 2006)
- Interactive (Teravision)
- Where the Boys Aren't 18 (2007)
- Where the Boys Aren't 19 (2008)
- Reign of Tera 3 (2009)
- Aroused (2014)
- Barbarella XXX: An Axel Braun Parody (2015)
- POV Domination (2017)

## Récompenses et distinctions
| Prix du cinéma - 2009 : F.A.M.E. Awards – Favorite Female Star; - 2009 : AVN Hall of Fame; - 2009 : XBIZ Award, Crossover Female Star; - 2008 : AVN Award - Best Cinematography pour Fashion Underground; - 2008 : AVN Award - Best High End All Sex Release pour Broken - 2008 : AVN Award - Best Interactive Movie pour InTERActive; - 2008 F.A.M.E. Award - Favorite Female Starlet; - 2007 : AVN Award - Best Interactive Movie pour InTERActive; - 2007 : Venus Berlin - Meilleure actrice américaine; - 2007 : Venus Berlin - Meilleure actrice, Meilleure femme de tête; - 2007 : F.A.M.E. Award - Favorite Female Starlet; - 2006 : fait partie de la liste des 100 plus belles femmes du monde selon FHM; - 2004, 2005, 2006 FOXE Fan Favorite; - 2002 : Venus Award - Meilleure actrice américaine; - 2001 : Hot d'or - Meilleure actrice américaine; - 2001 : XRCO Award de Best New Starlet (Meilleur espoir féminin); - 2001 : AVN Award Best New Starlet (Meilleur espoir féminin); - 2000 : Hot d'or du meilleur espoir féminin. | Autres - 2006 : FHM Une des 100 plus belles femmes au monde; - 2006 : VH1's Top 40 Hottest Rockstar Girlfriends & Wives; - 2004, 2005, 2007 Genesis - Pornstar of The Year; - 2002 : Penthouse sélectionnée pour le titre de Pet Of The Year - 2002 : Hustler : Honey; - 2001 : Adult Stars (Revue) : Consumer Choice Awards (Prix des lecteurs) - Best New Starlet; - 2001 : Genesis - Best New Cummer. - 2001 : CAVR Award - fan - 1999 : CAVR Award - Starlet of the year |